# 常闇トワ
常闇 トワ（とこやみ とわ、英: Tokoyami Towa）は、日本のバーチャルYouTuber、バーチャルアイドル。ホロライブ4期生のメンバー。

## 概要
一人前の悪魔になる為に人間界へとやってきたゲームが好きな小悪魔。誕生日は8月8日。身長150センチ。挨拶は「こんやっぴー！ ホロライブ4期生の常闇トワ様です！」。
キャラクターデザインはrurudo、Live2Dモデル制作はDate、新Live2Dモデル制作はJujube、3Dモデル制作はぽんぷ長が担当。
ファンの愛称は「常闇眷属」、メンバーシップ名は「常闇Family」。
星街すいせい、湊あくあの3人を合わせてStartend（スターテンド）と呼ばれる。

## 人物・エピソード
- ハスキーボイスが特徴で、歌唱では低音域の力強い歌声を発揮している。起床直後では声のトーンがさらに低くなることが多い[11]。
- 悪魔らしからぬ可愛らしい容姿や温厚な性格からファンの間で「TMT（トワ様マジ天使）」というスラングが誕生しており[12]、本人が「悪魔」に絡めたスラングを提唱しようとするとファンが「天使」に関係した別の意味合いに変化させる（例として「TMD」を本人が「トワ様マジデビル」と提唱しようとするとファンが「トワ様マジ大天使」に変化させる）といういたちごっこが起きている。
- 帽子に見えるのはペットの悪魔「ビビ[13]」で、顔文字では「(OwO)」と表現される。
- ファーストパーソン・シューティングゲームを得意としており、外部のバーチャルYouTuberやインターネット配信者と『エーペックスレジェンズ』のコラボ配信を頻繁に行なっているほか、渋谷ハルやCrazy Raccoonが主催する同ゲームの大会にも参加している[14][15]。
- CRカップ（APEX）での総合本番チャンピオン数が8チャンピオンで全出場者の中で最多のチャンピオン獲得数[16]。また、APEXのクランはCrazy RaccoonのRasがリーダーである「GOSU」という猛者が多くいるクランに所属していた[17]。

## 略歴

### 2019年
- 12月25日、名前とデザインが公表された[18]。

### 2020年
- 1月1日、姫森ルーナと同時にTwitterでの活動を開始（天音かなた、桐生ココ、角巻わためはデザインお披露目と同時に先行デビュー済み）。
- 1月3日、YouTubeにてデビュー配信を実施[18]。4期生の中では4番目のデビューとなった。
- 4月5日、チャンネルメンバーシップを解禁[8]。
- 4月16日、YouTubeのチャンネル登録者数が10万人を突破[19]。
- 7月26日、3Dモデルお披露目配信を実施[20]。
- 12月20日、新Live2Dモデルお披露目配信を実施[21]。

### 2021年
- 1月1日、お正月衣装お披露目配信を実施[22]。
- 1月11日、マリオカートの大会である「ホロお正月CUP」を主催[23]。
- 2月8日、YouTubeのチャンネル登録者数が50万人を突破[24]。
- 4月17日、1周年記念3Dライブ「生演奏！？楽しんだもん勝ちのBANDLIVE！」を開催[25]。
- 5月4日、新衣装お披露目配信を実施[26]。
- 8月8日、生誕祭ライブ「ゲストもいっぱい！楽しんじゃお！」を開催[27]。

### 2022年
- 1月3日、2周年記念3Dライブ「この叫びを届けるためにｰScreamｰ」を開催[28]し、1st EP「Scream」を発売[29]。
- 1月7日、マリオカートの大会である「ホロお正月CUP2022」を主催[30]。
- 4月4日、YouTubeのチャンネル登録者数が100万人を突破[31]。
- 7月21日、新衣装お披露目配信を実施[32]。
- 8月8日、生誕祭ライブ「MIX -私の存在証明-」を開催[33]し、新オリジナルソング「ライメイ」発表。

### 2023年
- 1月3日、3周年記念3Dライブ「MIX2 - 私の居場所 -」を開催[34]し、新オリジナルソング「サンビタリア」発表。
- 1月7日、マリオカートの大会である「ホロお正月CUP2023」を主催[35]
- 5月19日、ゴッドフィールドの大会である「ゆるホロGFトーナメント」を主催[36]
- 7月19日、新衣装お披露目配信を実施[37]
- 7月23日、告知3D配信を実施[38]1stアルバム『Aster』の発売とソロライブの実施を発表[39]。
- 10月13日、1stソロライブ｢Break your ×××｣開催[40]。

### 2024年
- 1月3日、4周年記念3Dライブ「Special Thank U!! J Medley」を開催[41]し、新オリジナルソング「S.T.Y.」発表。
- 1月7日・1月8日、マリオカートの大会である「ホロお正月CUP2024」を主催[42][43]
- 5月17日、新衣装お披露目配信を実施[44]
- 8月8日、生誕祭ライブ「COLORFUL」を開催[45]
- 12月1日、ゴッドフィールドの2回目の大会である「ゆるホロGFトーナメント2nd」を主催[46]

### 2025年
- 1月13日、4チームに分かれてさまざまなゲームで対決する「ホロ新春ゲーム祭2025︎」を主催[47]
- 7月19日、新衣装お披露目配信を実施し[48]、新オリジナルソング「バズビバザヴ」発表。
- 8月8日、生誕祭ライブを開催し[49]、新オリジナルソング「ChewyChewy」と、2ndアルバム「SHIN」と、2ndソロライブ「SHINier」を発表[50]。

## 大会実績

### オーバーウォッチ2
| 大会名                                       | 開催日                | 配信サイト | チーム       | メンバー                               | 結果     |
| -------------------------------------------- | --------------------- | ---------- | ------------ | -------------------------------------- | -------- |
| 第1回 Crazy Raccoon Cup Overwatch            | 2022年11月18日        | YouTube    | Crazylive    | ふらんしすこ、天月、Vanilla、Wokka     | 4組中3位 |
| 第3回 Crazy Raccoon Cup Overwatch2           | 2023年6月17日,6月18日 | YouTube    | 祭RUSH       | Selly、rion、Vanilla、ラトナ・プティ   | 4組中1位 |
| 第4回 Crazy Raccoon Cup Overwatch2           | 2024年7月20日         | YouTube    | ビッグマミー | 赤見かるび、kinako、SHAKA、Nico        | 4組中1位 |
| RAGE SUPER MATCH Powered by Rakuten Optimism | 2024年8月4日          | YouTube    | (BLUE SIDE)  | ふらんしすこ、rion、XQQ、うるか        | 3-0      |
| えなこカップ                                 | 2025年5月11日         | Twitch     | ひよこ組     | 赤見かるび、柊ツルギ、小森めと、すもも | 4組中4位 |
| VARREL HEROES PARTY OVERWATCH 2              | 2025年6月1日          | Twitch     | TEAM PURPLE  | べてぃ、ゆふな、立川、ストーム久保     | 4-1      |

### ストリートファイター6
| 大会名                                            | 開催日             | 配信サイト | チーム                   | メンバー                                           | 結果               |
| ------------------------------------------------- | ------------------ | ---------- | ------------------------ | -------------------------------------------------- | ------------------ |
| 獅白杯(初級～中級者部門)                          | 2024年3月31日      | YouTube    | (個人戦)                 |                                                    | 8人中5位タイ       |
| Tokyo Online Party 2024 Spring 3on3               | 2024年4月6日       | YouTube    | ももちさん置いてかないで | 立川、どぐら                                       | 予選準決勝敗退     |
| 第4回 Crazy Raccoon Cup Street Fighter 6          | 2024年5月12日      | YouTube    | ひめひめ♡か～にばるっ！  | 花芽すみれ、魔界ノりりむ、本間ひまわり、赤見かるび | 4組中4位           |
| Tokyo Online Party 2024 Autumn 3on3               | 2024年10月26日     | YouTube    | 常闇大吾                 | 立川、ウメハラ                                     | 483チーム中8位タイ |
| 第14回TOPANGAチャリティーカップ                   | 2025年1月12日      | YouTube    | 昨日の敵は今日の友       | 立川、Shuto、ナウマン 、柊ツルギ                   | グループ33位       |
| Red Bull LEGENDUS STREET FIGHTER 6 最強道場決定戦 | 2025年3月24日,25日 | YouTube    | 立川バレエ教室           | 立川、SHAKA、ふらんしすこ、ろびん                  | 4組中1位           |
| VTuber最協決定戦 Ver.STREET FIGHTER 6 第一幕      | 2025年3月29日,30日 | YouTube    | いんぱくと☆ふれんず      | アルランディス、伊波ライ、白那しずく               | 8組中3位           |
| SLEEP FIGHTER II                                  | 2025年7月5日       | YouTube    | SLEEPINKDRAKE            | Shuto、べてぃ、ふらんしすこ、カルロ・ピノ          | 4組中3位           |

### HLZNTL[73]
| 大会名                      | 開催日        | チーム        | メンバー                                               | 結果     |
| --------------------------- | ------------- | ------------- | ------------------------------------------------------ | -------- |
| hololive × VALORANT MEET UP | 2023年8月3日  | それが大事    | 百鬼あやめ、癒月ちょこ、桃鈴ねね、ラプラス・ダークネス | 2組中2位 |
| Holizontal JAM Overwatch 2  | 2023年8月30日 | Team hololive | 獅白ぼたん、鷹嶺ルイ、沙花叉クロヱ、IRyS               | 2組中2位 |

### その他
| ゲームタイトル | 大会名                                    | 開催日         | チーム   | メンバー                                         | 結果     |
| -------------- | ----------------------------------------- | -------------- | -------- | ------------------------------------------------ | -------- |
| Minecraft      | マイクラバーサス スノーアイランドの戦い！ | 2023年12月10日 | 黄チーム | 星街すいせい、白上フブキ、紫咲シオン、兎田ぺこら | 4組中4位 |

## 出演

### ゲーム
- 2023年
  - 妖怪ウォッチ ぷにぷに（9月1日 - 9月15日） - コラボイベント期間にゲーム内キャラクターとして追加[78]。
  - ミステリーレコード（10月26日 - 11月9日） - コラボイベント期間にコラボ限定モンスターとして追加[79]。
  - バンドリ! ガールズバンドパーティ!（11月9日） - Roselia×ロボ子さん×常闇トワ×沙花叉クロヱが歌うエクストラ楽曲を追加[80]。

- 2024年
  - ポラリスコード（8月1日） - ゲーム内に楽曲追加。グッズ交換キャンペーンも実施[81]。

- 2025年
  - 「神之塔：NEW WORLD」（4月9日 - 4月23日） - コラボイベント期間にコラボキャラクターとして追加[82]。
  - 麻雀格闘倶楽部Sp（6月30日 - 7月28日） - 新規描きおろしイラストや録りおろしボイスでプチプロとしてゲーム内に登場[83]。

### ライブ・イベント

#### 2020年
- Cinderella switch 〜ふたりでみるホロライブ〜 vol.2（10月24日、VARK）[84]
- 「hololive 2nd fes. Beyond the Stage Supported By Bushiroad」（12月21日 - 12月22日、ニコニコ生放送・SPWN）[85]

#### 2021年
- hololive IDOL PROJECT 1st Live.『Bloom,』（2月17日、ニコニコ生放送・SPWN）[86]
- V-Carnival Day2（4月4日、SPWN）[87]
- マドロミライブ Presented by SQUARE ENIX（9月11日、YouTube）[88]
- Cinderella switch -new act- 〜ふたりでつくるホロライブ〜 vol.4（10月30日、VARK）[89]

#### 2022年
- hololive Valentine2022 イチ推しトーク！（2月20日、ベルサール秋葉原1階HALL）[90]
- hololive SUPER EXPO 2022 Supported By ヴァイスシュヴァルツ（3月19日 - 3月20日、幕張メッセ 国際展示場1-3ホール）[91]
- 「hololive 3rd fes. Link Your Wish Supported By ヴァイスシュヴァルツ」DAY1（3月19日、幕張メッセ 幕張イベントホール）[91]
- オールスター大運動会 〜All-Star Athletic Meet〜（3月26日、YouTube・Twitter）[92]
- hololive Summer2022~Climax Story Live~(8月31日、Youtube)[93]
- hololive production COUNTDOWN LIVE 2022▷2023（12月31日 - 2023年1月1日、Youtube）[94]

#### 2023年
- アクマなデリシャスナイト(2月25日 日清食品 POWER STATION [REBOOT])[95]
- 「Hololive 4th fes. Our Bright Parade Supported By Bushiroad」DAY2 メインステージ(3月19日 幕張メッセ イベントホール、ニコニコ生放送、SPWN)[96]
- hololive Summer2023~Splash Party! Night~(8月27日、Z-aN)[97]
- Blue Journey 1st Live「夜明けのうた」（9月13日、東京ガーデンシアター、Z-aN、SPWN）[98]
- 常闇トワ 1stソロライブ “Break your ×××“（10月13日、立川ステージガーデン、Z-aN、SPWN）[99][100]
- hololive production COUNTDOWN LIVE 2023▷2024(12月31日 - 2024年1月1日、Youtube)[101]

#### 2024年
- 「Hololive 5th fes. Capture the Moment Supported By Bushiroad」DAY2（3月17日、幕張メッセ、SPWN)[102]
- hololive production x DreamHack Melbourne 2024: Down Under(4月27日、Rod Laver Arena、SPWN)[103]
- hololive GAMERS fes. 超超超超ゲーマーズ（5月25日、国立代々木競技場 第一体育館、ABEMA PPV）[104]
- Hoshimachi Suisei Live Tour 2024 "Spectra of Nova" さいたまスーパーアリーナ公演(11月14日、さいたまスーパーアリーナ 、SPWN、ZAIKO)[105]
- hololive production COUNTDOWN LIVE 2024▷2025(12月31日 - 2025年1月1日、Youtube)[47]

#### 2025年
- hololive Meet @ Taipei 2025（1月18日、台北流行音楽中心）[106]
- 「hololive 6th fes. Color Rise Harmony」（3月8日 - 3月9日、幕張メッセ）[107][108][109]

### MV出演
- HIMEHINA『V』[110]

## タイアップ/コラボレーション
2020年
- ガシャポンオンライン(12月3日)　ガシャポンオリジナルの描き下ろしイラストを使用したアクリルスイングが展開。[111]

2021年
- ニコニコ生放送(3月20日)　マーダーミステリーをホロライブ所属タレント6名でプレイ。[112]
- Apex Legends(5月29日)　「Apex Legends Global Series」北アジア太平洋大会「Championship-APAC North」ゲストコメンテーターで出演。[113]
- カプとれ(6月5日~)　限定プライズゲーム用景品として、アクリルスマホスタンド、マウスパッド、タペストリーを展開。[114]
- VTuberチップス(6月21日)　VTuberチップスの第三弾に登場。[115]
- ブシロード(9月24日)　ヴァイスシュヴァルツにホロライブ32名が参戦。[116]
- プロ野球パシフィック・リーグ(10月3日)　ホロライブより12名のタレントとリーグ所属チームとのタイアップを実施。[117]
- 東京スカイツリータウン(R)(12⽉17⽇~1⽉31⽇)　ホロライブタレント10名のグッズの販売や、コンセプトカフェが開催された。[118]

2022年
- JOYSOUND(1月5日~2月6日)　課題曲を歌うことで抽選で景品を受け取ることができた。[119]
- ニコニコ生放送(3月29日)　『Vの占い館』にホロライブ所属タレント5名が出演。[120]
- ファミリーマート(3月1日~3月14日)　ホロマート第7弾に登場。
- 集英社(4月11日~5月15日)　ホロライブプロダクション所属の35名のタレントが参加。[121]
- カプコン(6月14日)　カプコンショーケースの公認ミラー配信を実施。[122]
- サンリオ(7月8日)　サンリオキャラクターとの組み合わせ(常闇トワの場合はクロミ)でグッズが販売された。[123]
- ファミリーマート(8月16日~8月29日)　ホロマートwithPEBOTに登場。[124]
- カプとれ(8月26日~)　ラプラス・ダークネスとのペアでプライズ景品展開。[125]
- バンドリ! ガールズバンドパーティ!(8月28日)　同ゲームタイトルによるホロライブ内ゲーム大会が開催された。[126]
- Cake.jp(9月8日~)　ホロライブプロダクション5周年を記念してオリジナルケーキ缶が販売開始。[127]
- ローソン(10月25日~)　オリジナルグッズがもらえるキャンペーンや店内放送などが実施された。[128]
- 日本郵政(11月14日~)　はがきやクリアファイルなどが発売。[129]

2023年
- ブシロード(2月10日)　Reバース for youのブースターパックプラス「ホロライブプロダクション Vol.2」に収録。[130]
- アニメイトカフェ(2月17日~3月21日)　アニメイトカフェ台北北門店において、ホロライブプロダクション所属タレント8名とのコラボメニューや、限定グッズが販売。[131]
- バンドリ! ガールズバンドパーティ!(3月16日)　ガルパ6周年超大型アップデート配信リレーに参加。[132]
- 極楽湯・RAKU SPA(3月24日~4月23日)　グッズの販売やコラボ風呂などが開催された。[133]
- 東京ドームシティ(7月7日～9月3日)　ホロライブシティに参加。[134]
- エグゾプライマル(7月14日)　ホロライブタレント5人で配信。[135]
- MOLLY.ONLINE(8月18日)　猫又おかゆ、鷹嶺ルイとのユニットでモーリーオンライン限定プライズゲーム用景品を展開。[136]
- バンダイ(8月28日)　全人類兎化計画とガシャポン(R)とのコラボ商品に登場。[137]

2024年
- 一番くじ(1月12日)　一番くじ ホロライブ vol.4に登場。[138]
- こころ整骨院・整体院(2月23日~3月31日)　こころ整骨院グループで整体を実施するとプレゼントがもらえた。[139]
- バンダイ(4月第3週)　ホロライブ アクリルスタンド Bright Parade1に収録。[140]
- バンダイ(4月第5週)　ホロライブ カプセルラバーマスコット Bright Parade1に収録。[140]
- 一番くじ(5月18日)　一番くじ ホロライブアート アクリルコレクションに登場。[141]
- ジョイポリス(5月30日)　ホロライブ4期生と星街すいせいの5人による対話イベントやスペシャルミニライブを実施。[142]
- トミカ(7月31日)　ドリームトミカ hololive コレクションに収録。[143]
- 東京ドームシティ(8月1日～9月2日)　hololive CITY’24において東京ドームシティ アトラクションズを担当。[144]
- STAGE:0(8月10日～8月12日)　オーバーウォッチ2とVALORANTのミラー配信とトークイベントを実施。[145]

2025年
- オーバーウォッチ2(2月18日)　「LE SSERAFIM x OVERWATCH 2 CO-PLAY LIVESTREAMING EVENT」に参加。[146]チームメンバーは、ラトナ・プティ、FiNN、SAKURA、FAST_SLOTH。

## ディスコグラフィ
○主な出典：hololive（ホロライブ）公式サイト

### 常闇トワ
| 発売日        | タイトル                     | 品番      | 出典            |
| ------------- | ---------------------------- | --------- | --------------- |
| 2021年2月26日 | Palette                      | CVRD-033  | [ 147 ]         |
| 2022年1月4日  | FACT                         | CVRD-112A | [ 148 ]         |
| 2022年1月11日 | マイロア                     | CVRD-112B | [ 149 ]         |
| 2022年1月18日 | AKUMA                        | CVRD-112C | [ 150 ]         |
| 2022年3月12日 | born to be real              | CVRD-112D | [ 151 ]         |
| 2023年2月1日  | ライメイ                     | CVRD-257  | [ 152 ]         |
| 2023年3月1日  | U.F.O. – U Feel Overjoyed! – | CVRD-263  | [ 153 ]         |
| 2023年7月24日 | ANEMONE                      | CVRD-308  | [ 154 ]         |
| 2023年8月9日  | サンビタリア                 | CVRD-314  | [ 155 ]         |
| 2024年1月4日  | S.T.Y.                       | CVRD-380  | [ 156 ]         |
| 2025年3月2日  | My Abyss                     | CVRD-522  | [ 157 ] [ 158 ] |
| 2025年6月20日 | バズビバザヴ                 | CVRD-586  | [ 159 ] [ 160 ] |
| 2025年8月9日  | ChewyChewy                   | CVRD-611  | [ 161 ]         |

### hololive IDOL PROJECT
| 発売日        | タイトル                                            | 品番     | 出典            |
| ------------- | --------------------------------------------------- | -------- | --------------- |
| 2021年2月4日  | STARDUST SONG                                       | CVRD-027 | [ 165 ] [ 166 ] |
| 2021年2月19日 | あすいろClearSky                                    | CVRD-031 | [ 167 ]         |
| 2022年3月13日 | Prism Melody                                        | CVRD-138 | [ 168 ]         |
| 2022年8月19日 | 飛んでK！ホロライブサマー                           | CVRD-199 | [ 169 ]         |
| 2022年8月22日 | ホロメン音頭                                        | CVRD-200 | [ 170 ]         |
| 2023年7月30日 | アバンチュール♡ホリック                             | CVRD-311 | [ 171 ]         |
| 2024年3月15日 | ホロライブ言えるかな？hololive SUPER EXPO 2024 ver. | CVRD-406 | [ 172 ]         |

| 発売日        | タイトル | 品番     | 出典    |
| ------------- | -------- | -------- | ------- |
| 2021年4月21日 | Bouquet  | HOLO-001 | [ 173 ] |

### その他の参加作品
| 発売日         | タイトル           | アーティスト                                                              | 品番       | 出典            |
| -------------- | ------------------ | ------------------------------------------------------------------------- | ---------- | --------------- |
| 2021年6月25日  | キセキ結び         | ホロライブ4期生（天音かなた、桐生ココ、角巻わため、常闇トワ、姫森ルーナ） | CVRD-049   | [ 174 ] [ 175 ] |
| 2021年10月15日 | マドロミ           | 天音かなた、常闇トワ                                                      | CVRD-084   | [ 176 ] [ 177 ] |
| 2022年5月2日   | Over Time          | ORIO                                                                      | CVRD-154   | [ 178 ] [ 179 ] |
| 2024年2月7日   | 水たまり           | Blue Journey                                                              | UPCH-89552 | [ 180 ]         |
| 2024年11月8日  | GET THE CROWN      | Hoshimatic Project                                                        | CVRD-497   | [ 181 ]         |
| 2025年7月30日  | Queen of the Night | Mori Calliope & 常闇トワ                                                  | CVRD-601   | [ 182 ]         |

| 発売日        | タイトル  | アーティスト | 品番     | 出典    |
| ------------- | --------- | ------------ | -------- | ------- |
| 2022年7月30日 | Over Time | ORIO         | CVRD-186 | [ 183 ] |

| 発売日        | タイトル                  | アーティスト          | 品番       | 出典    |
| ------------- | ------------------------- | --------------------- | ---------- | ------- |
| 2023年9月6日  | 夜明けのうた              | Blue Journey          | UPCH-20658 | [ 184 ] |
| 2024年2月27日 | ほろはにヶ丘高校 -Covers- | hololive × HoneyWorks | HLP-10005  | [ 185 ] |

## 楽曲タイアップ
| 年     | タイトル                   | タイアップ                                                                                  |
| ------ | -------------------------- | ------------------------------------------------------------------------------------------- |
| 2021年 | マドロミ                   | ゲーム『Deep Insanity ASYLUM』主題歌                                                        |
| 2022年 | FACT                       | フジテレビ『魔女に言われたい夜〜正直過ぎる品定め〜』2月度エンディングテーマ                 |
| 2023年 | U.F.O. -U Feel Overjoyed!- | 日清焼そばU.F.O.×常闇トワ『常闇トワのアクマ的濃い濃いうまい!』キャンペーン オリジナルソング |